# Nikolaus Wolfgang Fischer
Nikolaus Wolfgang Fischer, auch Nicolaus, ursprünglich Nathan, manchmal Nathaniel, (* 15. Januar 1782 in Groß Meseritsch, Mähren; † 19. August 1850 in Breslau, Provinz Schlesien) war ein deutscher Arzt und Chemiker.
Fischer studierte in Wien, Prag, Breslau und Berlin. 1806 wurde er in Erfurt in Medizin promoviert, praktizierte dort als Arzt und hielt 1808 chemische Vorlesungen. 1812 habilitierte er sich in Chemie in Breslau. 1813 wurde er außerordentlicher Professor für Chemie an der Medizinischen Fakultät der Universität Breslau mit voller Professur 1814. Er war Direktor des chemischen Instituts, das allerdings nur aus Hörsaal und Küche (Labor) bestand. Dieses erste chemische Institut in Breslau (1820) bot nur wenigen Praktikanten Platz.
Fischer untersuchte galvanische Ketten und stellte Verbindungen von chemischer Verwandtschaft und galvanischer Elektrizität her. Er veröffentlichte ein Tabellenbuch der Chemie. Er publizierte über die chemische Wirkung des Lichts. Er beschrieb die Silbergewinnung aus Silberchlorid und die Wirkung von Säuren auf Blei, Zinn, Palladium, Osmium, Platin, Indium und Tellur. Von ihm stammen zahlreiche Abhandlungen.
Er gehörte auch nach Jean-Antoine Nollet und Georg Friedrich Parrot zu den Pionieren der Untersuchung von Membrandiffusion, auch wenn das Phänomen in der Wissenschaft erst 1826 mit Henri Dutrochet breitere Aufmerksamkeit erfuhr, der es auch benannte (Endo- und Exoosmose).
1812 fand er eine Methode, Arsen nachzuweisen. 1848 synthetisierte er das gelbe Pigment Aureolin (Kobaltgelb, Kalium-Cobaltnitrit, K3[Co(NO2)6], Fischers Salz).
Ursprünglich war er Jude, trat aber 1815 mit seiner Familie zum Christentum über. Er war Anhänger der christlichen Judenmission in Breslau.
Fischer war Ehrenmitglied der Pharmazeutischen Gesellschaft in Sankt Petersburg.

## Schriften (Auswahl)
- Kritische Untersuchung einiger Erscheinungen, welche als Wirkung der galvanischen Action erklärt worden sind im allgemeinen, und über Metallreduction auf nassem Wege ins besondere, Berlin 1818, Sonderdruck aus Abh. Kgl. Akad. Wiss. Berlin 1814/15, S. 241–288 (später als erster Teil von Das Verhältniss der chemischen Verwandtschaft zur galvanischen Elektricität, 1830, gedruckt)
- Ueber die Natur der Metallreduction auf nassem Wege: veranlaßt durch die Untersuchung des Dr. Wetzlar über diesen Gegenstand, Breslau 1828